# Lill-Lossmentjärnen
Lill-Lossmentjärnen är en sjö i Skellefteå kommun i Västerbotten och ingår i Sävaråns huvudavrinningsområde. Sjön har en area på 0,0682 kvadratkilometer och ligger 273,3 meter över havet. Lill-Lossmentjärnen ligger i Sävarån Natura 2000-område.

## Delavrinningsområde
Lill-Lossmentjärnen ingår i det delavrinningsområde (717454-168259) som SMHI kallar för Utloppet av Långtjärnen. Medelhöjden är 280 meter över havet och ytan är 4,68 kvadratkilometer. Det finns ett avrinningsområde uppströms, och räknas det in blir den ackumulerade arean 9,16 kvadratkilometer. Vattendraget som avvattnar avrinningsområdet har biflödesordning 2, vilket innebär att vattnet flödar genom totalt 2 vattendrag innan det når havet efter 122 kilometer. Avrinningsområdet består mestadels av skog (87 procent). Avrinningsområdet har 0,29 kvadratkilometer vattenytor vilket ger det en sjöprocent på 6,1 procent.